# Apache OpenOffice

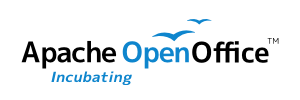
Logo während der Inkubationsphase

Historisches Logo (bis 2011)

Apache OpenOffice (vormals OpenOffice.org) ist ein freies Office-Paket, das aus einer Kombination verschiedener Programme zur Textverarbeitung (Writer), Tabellenkalkulation (Calc), Präsentation (Impress) und zum Zeichnen (Draw) besteht. Ein Datenbankprogramm (Base) und ein Formeleditor (Math) sind ebenfalls enthalten. Es ist für alle wichtigen Betriebssysteme (Windows, Linux, MacOS) verfügbar. Das quelloffene Projekt war bis zur Abspaltung von LibreOffice eines der international führenden Office-Pakete, inzwischen hat LibreOffice diese Rolle aufgrund der größeren Entwicklerzahl, der zahlreichen Funktionen und der häufigeren Sicherheitsupdates übernommen.
Seit 2024 stuft die Apache Software Foundation den Sicherheitsstatus von OpenOffice als „gelb“ ein. Drei Sicherheitslücken in OpenOffice, die älter als 365 Tage sind, bestehen immer noch, und eine Reihe weiterer offener Probleme sind nicht vollständig geklärt.

## Programmpaket

### Übersicht

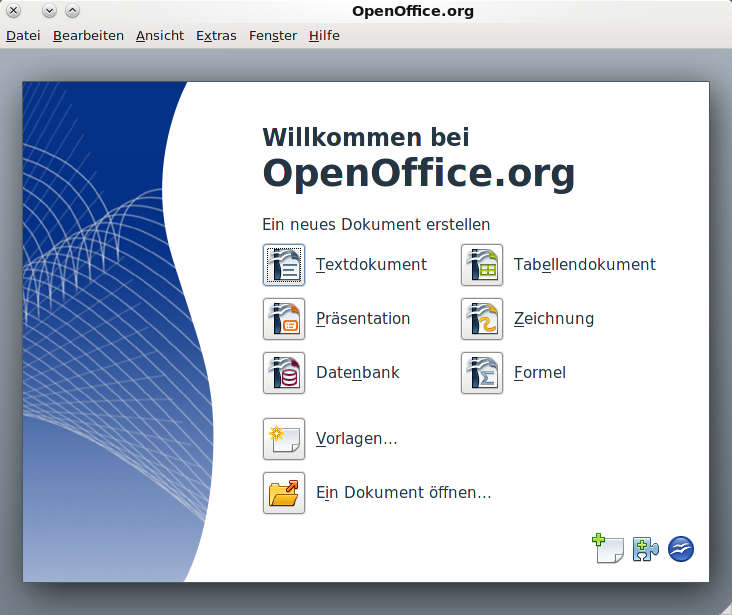
Startbildschirm OpenOffice.org 3.2 unter Linux mit KDE 4.4

Das Office-Paket enthält die folgenden Module, die in den anschließenden Abschnitten genauer beschrieben werden:
| - Writer: Textverarbeitung - Calc: Tabellenkalkulation - Impress: Präsentationsprogramm | - Draw: Grafikprogramm - Base: Datenbankprogramm, ab Version 2.0 - Math: Formeleditor |

Apache OpenOffice ist für die Betriebssysteme Windows, Apple macOS (bis zur Version 2.x als X11-Version und als Nebenprojekt NeoOffice verfügbar; ab Version 3.0 ist Apache OpenOffice eine native Aqua-Anwendung), IBM OS/2, eComStation, Linux, Solaris (SPARC- und x86-Architektur), FreeBSD und andere Unix-Varianten erhältlich. ReactOS wird, je nach Version, durch die MS-Windows-Version unterstützt.
Mit „OpenOffice.org Portable“, auch „Portable OpenOffice.org“ genannt (siehe auch PortableApps), stehen seit 2.0.4 ausgewählte Versionen für Windows zur Verfügung, die zum Beispiel von einem USB-Stick lauffähig sind, ohne notwendigerweise Datenrückstände auf dem genutzten Rechner zurückzulassen (siehe auch Portable Software). Weiterhin gibt es eine U3-Version, die von einem USB-Stick ausführbar ist und abgespeicherte Daten verschlüsselt sowie mit einem Passwort schützt. Die aktuelle portable Version ist 4.1.5.
Apache OpenOffice kann die Daten vieler anderer Programme sowie die verbreiteten Dateiformate von Microsoft Word (*.doc/*.docx), Microsoft Excel (*.xls/*.xlsx) und Microsoft PowerPoint (*.ppt/*.pptx) zumeist ohne Probleme importieren und exportieren (Export nur *.doc/*.xls/*.ppt), doch es können (wie auch zwischen unterschiedlichen MS Office-Versionen) Formatierungsprobleme auftreten, zum Beispiel verrutschte Absätze. Auch lassen sich diverse „Legacy-Formate“ (ältere Dateiformate) anderer Anbieter importieren. Alle Formate lassen sich ohne Umwege ins Portable Document Format (PDF) exportieren.
Apache OpenOffice ist modular aufgebaut, aber als Gesamtpaket konzipiert. Identische Utensilien werden in der gesamten Suite genutzt. Die Werkzeuge, die es etwa im Writer zum Arbeiten mit Grafiken gibt, finden sich auch in Impress und Draw wieder. Alle Module teilen sich zudem dieselbe Rechtschreibprüfung etc. Das komplette Office-Paket kann in einem einzigen Vorgang installiert werden.

### Writer

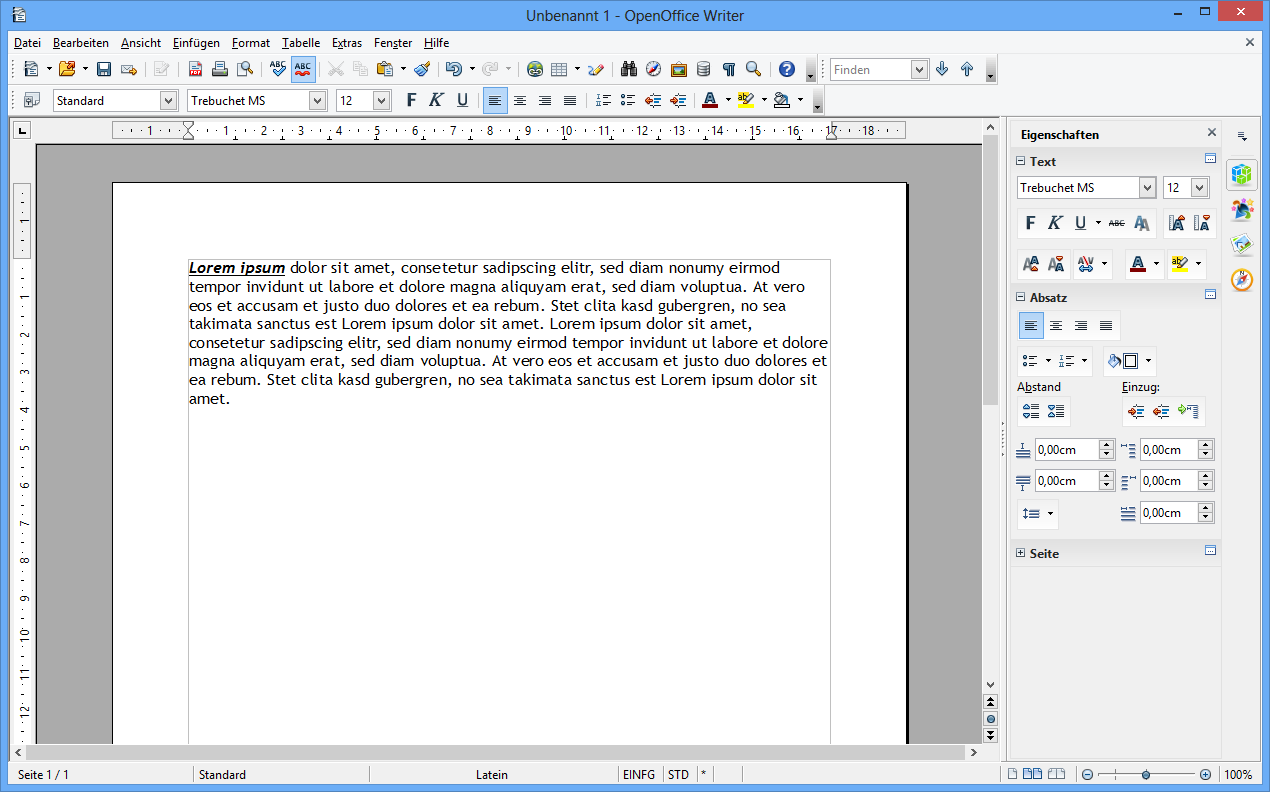
Apache OpenOffice 4.0 Writer unter Windows 8

Mit Writer können sowohl kurze Texte wie Briefe, Serienbriefe, Memos, Etiketten, Visitenkarten als auch umfangreiche Schriften wie Bücher oder mehrteilige Dokumente mit Tabellen sowie Inhalts- und Literaturverzeichnissen geschrieben und gestaltet werden. Die Textverarbeitung bietet gängige Funktionen wie Textbausteine, Teamfunktionen, Rechtschreibprüfung, Silbentrennung, Thesaurus, Autokorrektur, mehrstufiges Undo sowie verschiedene Dokumentvorlagen. Mit Hilfe eines Assistenten werden eigene Dokumentvorlagen, Briefe, Faxe und Tagesordnungen erstellt. Neben dem Zugriff auf die Systemschriftarten enthält das Paket einen Satz freier Schriften. Versionsverwaltung von Dokumenten ist möglich. Das Paket ist voll Unicode-tauglich, es beherrscht CJK-Unterstützung und neben Rechtslauf auch Linkslauf.
Formatvorlagen für einzelne Zeichen, Absätze, Rahmen und Seiten können mit dem Stylist (ab Version 2.0 Fenster Formatvorlagen) erstellt und zugewiesen werden. Der Navigator erlaubt es, sich schnell im Dokument zu bewegen, es in einer Gliederungsansicht zu betrachten und den Überblick über darin eingefügte Objekte zu behalten. Innerhalb der Texte können verschiedene Verzeichnisse (Inhalt, Literatur, Stichworte, Abbildungen u. a.) erzeugt und angepasst werden. Querverweise können gesetzt werden, und mit Hyperlinks kann man über Textmarken direkt zu Textstellen springen.
Texte können mehrspaltig formatiert und mit Textrahmen, Tabellen, Grafiken und anderen Elementen versehen werden. Mit Hilfe der Zeichenwerkzeuge werden innerhalb des Dokuments Zeichnungen, Legenden und andere Zeichenobjekte erstellt. Grafiken unterschiedlicher Formate können eingebunden werden, zum Beispiel Grafiken in den Formaten GIF oder PNG. Es lassen sich die gängigen Bildformate im Textverarbeitungsdokument mit dem mitgelieferten Bildbearbeitungswerkzeugen bearbeiten. Clipartsammlungen, Animationen und Klänge werden in der Gallery verwaltet und nach Themen geordnet.
Textdokumente verfügen über eine integrierte Rechenfunktion, mit der Rechenoperationen oder logische Verknüpfungen ausgeführt werden. Die für die Berechnung benötigte Tabelle lässt sich in einem Textdokument erstellen.
Der in Writer enthaltene HTML-Editor ist ein WYSIWYG-Editor zum Erstellen von HTML-Seiten. Ein umfassendes Hilfesystem steht zur Verfügung, das Anweisungen für einfache und komplexe Vorgänge abdeckt.

### Calc

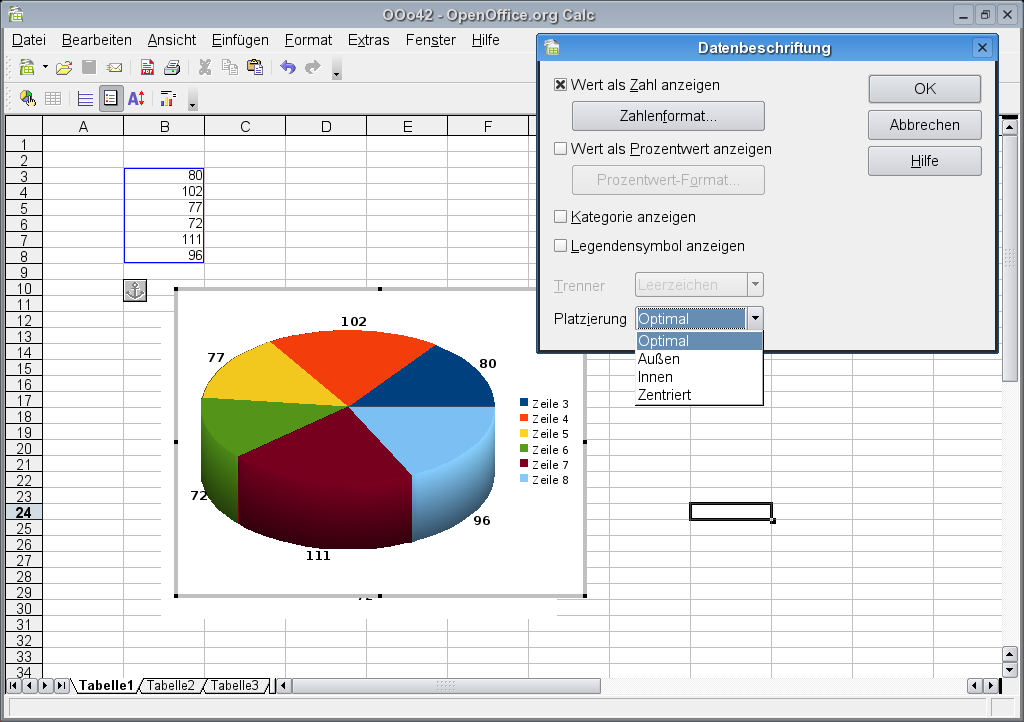
OpenOffice.org 2.4.0 Calc

In Calc werden Daten in Tabellen bearbeitet, analysiert, verwaltet und verdeutlicht. Daten können angeordnet, gespeichert und gefiltert werden. Die Tabellenkalkulation bietet über 450 Berechnungsfunktionen etwa aus den Bereichen elementare Mathematik, Finanzen, Statistik, Datum und Zeit. Es steht ein Funktionsassistent zum Erstellen von Formeln und komplexen Berechnungen einschließlich Vektoralgebra (Matrizen-Rechnen) zur Verfügung. Mit externen Add-ins lassen sich weitere Funktionen nachrüsten.
Tabellen können durch Ziehen und Ablegen aus Datenbanken übernommen und Tabellendokumente diverser Formate (OOo-intern, aber auch etwa CSV) als Datenquelle eingesetzt werden. Auch das Einbetten von Webinhalten (Tabellen aus HTML-Dokumenten) ist möglich. Bestimmte Datenbereiche können ein- oder ausgeblendet werden. Es gibt einen Datenpilot für die Analyse von Zahlenmaterial und zur Erstellung von Pivottabellen. Es besteht die Möglichkeit, in Berechnungen, die aus mehreren Faktoren bestehen, die Auswirkungen von Änderungen einzelner Faktoren zu beobachten. Zur Verwaltung umfangreicher Tabellen stehen verschiedene vordefinierte Szenarien zur Verfügung; Teil- oder Gesamtergebnisse können berechnet werden.
Calc ermöglicht die Darstellung von Tabellendaten in dynamischen Diagrammen, die bei Änderung der Daten automatisch aktualisiert werden. Ein Assistent für Diagramme ist vorhanden.

### Impress

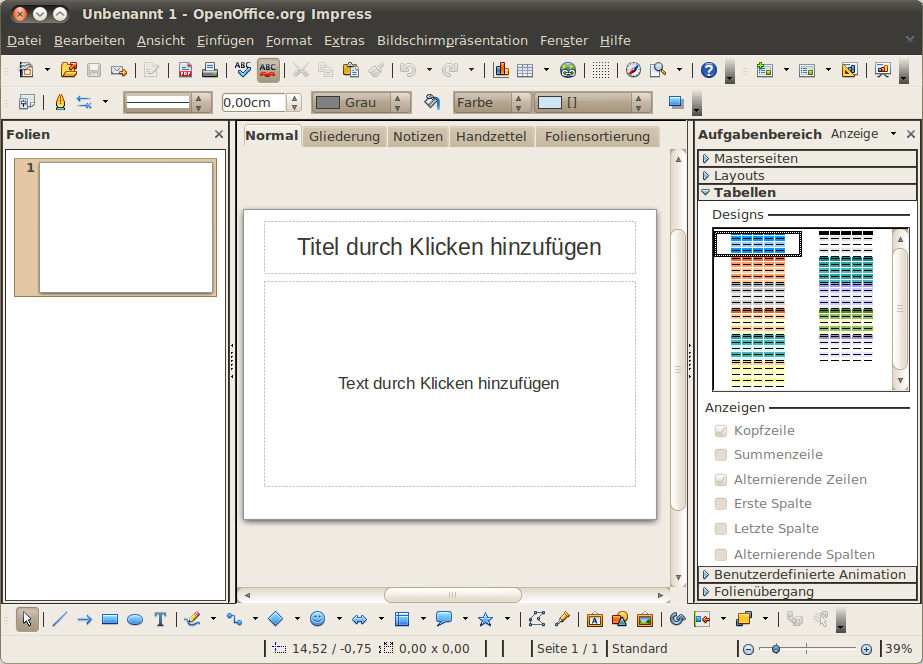
Apache OpenOffice 3.4.1 Impress unter Ubuntu 10.04 Lucid Lynx

Mit Impress können Vortragsfolien mit Animationen und verschiedenen Hintergründen erstellt werden. Präsentationen können mit Diagrammen, Zeichenobjekten, Multimedia- und vielen anderen Elementen versehen werden. Einzelnen Folien können unterschiedliche Übergangseffekte zugeordnet werden.
Ein Assistent für das Erstellen von Präsentationen ist ebenso enthalten wie verschiedene Vorlagen. Beim Erstellen einer Präsentation stehen mehrere Ansichten zur Verfügung. Die Folienansicht zeigt zum Beispiel die Folien im Überblick, während die Handzettelansicht zusätzlich zur Präsentation begleitenden Text enthält. Die Folien können auf dem Bildschirm automatisch vorgeführt oder manuell gesteuert werden. Der zeitliche Ablauf der Präsentation kann angepasst werden. Die Präsentationen können als Handzettel verteilt oder als HTML-Dokumente gespeichert werden.

### Draw

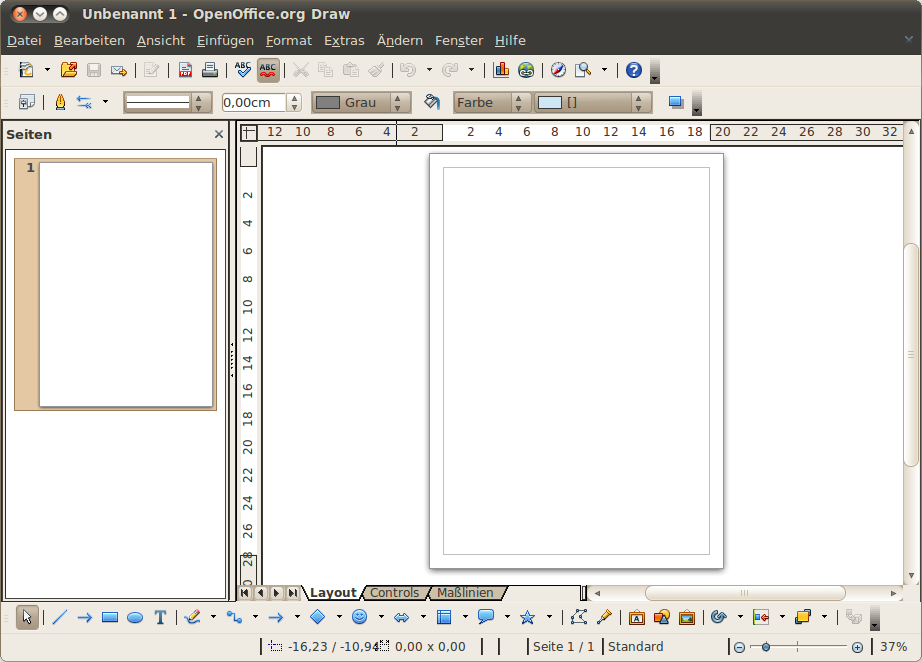
Apache OpenOffice 3.4.1 Draw unter Ubuntu 10.04 Lucid Lynx

Mit dem vektorbasierten Draw ist es möglich, verlustfrei skalierbare 2D-Vektorgrafiken inklusive dreidimensionaler Effekte zu erstellen. Draw verarbeitet die üblichen geometrischen Grundelemente, Splines und Bézierkurven und beherrscht grundlegendes Shading und Manipulation der Lichtquelle. Es sind Vorlagen und eine Auswahl an anpassbaren Ausgangsformen für Zeichnungselemente enthalten. Raster und Fanglinien sind optische Hilfen, die die Anordnung von Objekten in Zeichnungen erleichtern. Textmanipulation ist mit dem Modul FontWork möglich.
In Draw lässt sich die Beziehung zwischen verschiedenen Objekten mit speziellen Linien, den sogenannten Verbindern, darstellen. Die Verbinder werden an die Klebepunkte der Zeichenobjekte angefügt und lösen sich auch nicht, wenn die miteinander verbundenen Objekte verschoben werden. Daher ist adaptive Bemaßung möglich, zum Beispiel für technische Zeichnungen. Mit Draw können lineare Größen anhand von Bemaßungslinien berechnet und angezeigt werden. Außerdem sind Flow-Charts, Concept-Maps und Ähnliches damit umsetzbar.
Tabellen (aus Calc), Diagramme, Formeln (aus dem Modul Math) und andere in Apache OpenOffice erzeugte Elemente können in Zeichnungen eingefügt und umgekehrt die Grafiken in OOo-Dokumente anderen Typs eingebettet werden.
Zeichnungen können in unterschiedlichen Formaten gespeichert werden – darunter SVG, EPS, Windows WMF und MacPict, Adobe PDF und Shockwave SWF (nicht aber DWG/DXF). Auch Rastergrafikkonvertierung nach BMP, GIF, PNG, TIFF und JPG ist möglich.
Das Importieren dieser Dateien (außer PDF und SVG, für die externe Erweiterungen vorhanden sind, sowie SWF) ist ebenfalls möglich, zusätzlich ist ein Werkzeug zur Vektorisierung (Umwandlung von Raster- in Vektorgrafik) implementiert. Der Importfilter für PDF-Dateien befindet sich zwar nicht mehr im Beta-Stadium, arbeitet jedoch noch nicht fehlerfrei.

### Base

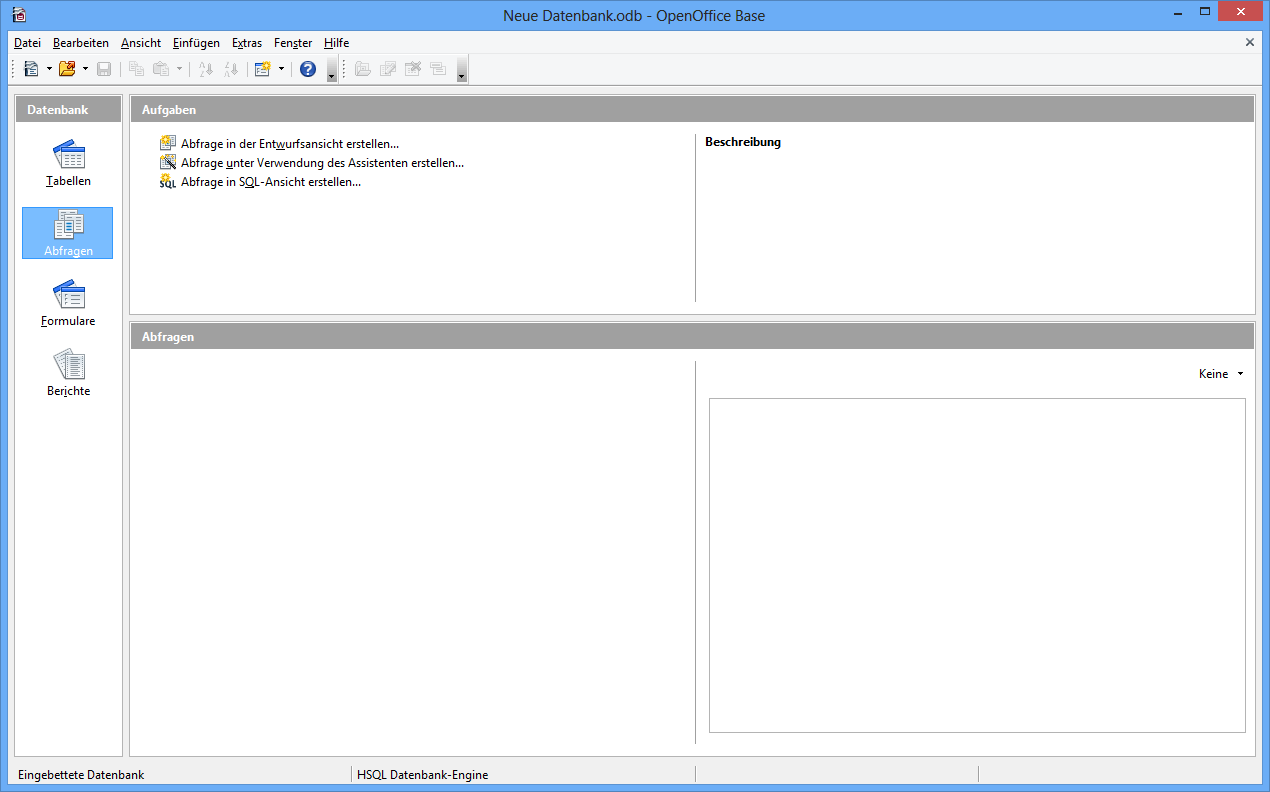
Apache OpenOffice 4.0 Base unter Windows 8

Das Datenbankmanagementsystem (DBMS) Base kann große Datenmengen speichern und für Abfragen und Berichte bereitstellen. Es verwaltet relationale Datenbanken, in denen die Daten in Tabellenform abgelegt sind. Externe Datenbanksysteme, wie beispielsweise MySQL, HSQL, SQLite oder PostgreSQL, können mittels ODBC oder JDBC angebunden werden und stehen somit ebenfalls als Datenquelle etwa für Serienbriefe zur Verfügung. Für OpenOffice.org 3.1 in Verbindung mit MySQL ab 5.1 gibt es einen nativen Datenbanktreiber, der Umweg über ODBC/JDBC entfällt somit. Base unterstützt einige Datenbankformate, wie zum Beispiel das dBASE-Format.

### Math

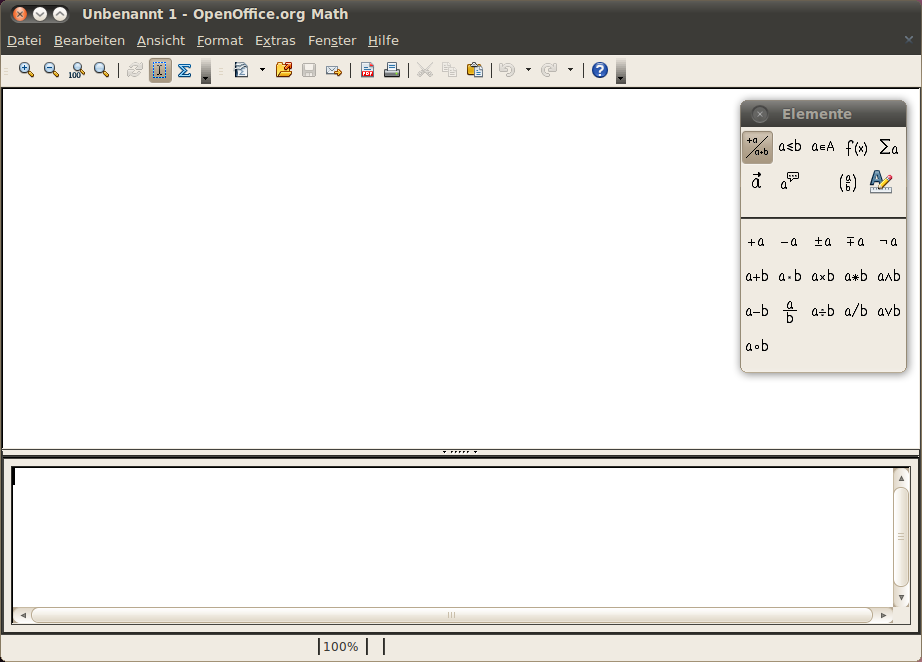
Apache OpenOffice 3.4.1 Math unter Ubuntu 10.04 Lucid Lynx

Math dient zum Verfassen von mathematischen Formeln. Formeln werden in Math nicht ausgewertet, es ist also kein „Rechenprogramm“ (das ist das Modul Calc) oder gar ein Computeralgebraprogramm, sondern ein Editor für Formelsatz, der auf einem TeX-Dialekt aufgebaut ist. Formeln werden als Objekte innerhalb eines anderen Dokuments erstellt, lassen sich also wie Bilder in den Textfluss einpassen.
Beim Einfügen einer Formel in ein anderes Dokument wird Math automatisch gestartet. Die Befehle zum Aufbau der Formeln sind in einem Auswahlfenster zu finden und können dort mit der Maus angeklickt werden, um sie hinzuzufügen. Vordefinierte Symbole, Sonderzeichen und eine Basisauswahl an Funktionen stehen zur Verfügung. Es können eigene Symbole erstellt und Zeichen aus fremden Zeichensätzen übernommen werden. Eine Formel kann entweder direkt eingegeben oder in einem Befehlsfenster bearbeitet werden – die Eingaben im Befehlsfenster werden gleichzeitig im Textfenster angezeigt (WYSIWYG-Editor), einschließlich Fehlererkennung.

### Officeweite Funktionen
Der Navigator und das Globaldokument sind die zwei grundlegenden Werkzeuge, die die Funktion als Gesamtpaket der Text- und weiteren Datenverarbeitung als „Office“ zusammenstellen.
- Der Navigator[13] macht die strukturellen Metadaten eines Dokuments sichtbar; zum Beispiel Überschriften und Verzeichnisse, eingebettete Objekte wie Tabellen, Bilder und Grafiken, sonstige definierte und benannte Bereiche, Notizen, Sprungmarken und Querverweise, Hyperlinks, Applets und Skripte. Er erleichtert die Navigation innerhalb eines Dokuments, ermöglicht aber auch den Zugriff auf die Daten aller anderen geöffneten Dokumente. Die Drag-&-Drop-Funktion ermöglicht es, Objekte innerhalb eines Dokuments, aus anderen geöffneten Dokumenten oder auch aus der Gallery und der Datenbank mit der Maus zu ziehen und abzulegen, wobei sowohl Verlinken, statisches Einbetten (OLE-Objekte), wie auch dynamische Aktualisierungen (DDE-Verknüpfungen) mit externen Dateien möglich sind.
- Zur besseren Bearbeitung umfangreicher Schriften können Dokumente nachträglich zu einem gemeinsamen Globaldokument (.odm)[14] zusammengefügt werden, wobei sich alle Dokumenttypen ineinander einbinden lassen. Das Dokument aktualisiert sich automatisch nach Änderung von Teildokumenten, es enthält verbindende, nur im Globaldokument gespeicherte Inhalte und erlaubt es, die Teildokumente schreibgeschützt einzubetten. Gegebenenfalls wird je nach Typ des Teildokuments das jeweils zuständige Programmmodul geöffnet. Auch reine Textdateien (Plain text) und Rich-Text-Format-Dokumente wie auch HTML-Inhalte lassen sich so mit anderen Dokumenttypen zusammenstellen. Seitennummerierung, Inhaltsverzeichnis und ähnliches werden dabei über das gesamte Globaldokument mit seinen Teildokumenten erstellt.
- Rechtschreibprüfung, Thesaurus und Datenbanken stehen anwendungsübergreifend zur Verfügung. Hyperlinks zu beliebigen Sprungmarken, Dateien, Ordnern oder Webadressen können gesetzt werden.

### Weitere Funktionen
Die Benutzeroberfläche kann konfiguriert werden. Symbole und Menüs lassen sich anpassen. Auch Tastaturkürzel können festgelegt werden. Bestimmte Programmfenster und die meisten Symbolleisten sind als schwebende Fenster frei platzierbar oder können am Rand des Arbeitsbereichs angedockt werden.
Assistenten zur Konvertierung von Dokumenten sind enthalten, beispielsweise können alle Microsoft-Word-Dokumente, die sich in einem Verzeichnis befinden, mit einem einzigen Vorgang umgewandelt werden. Es lassen sich auch Dateien einlesen, die von anderen Officepaketen erstellt wurden, wie etwa Lotus Notes, Corel WordPerfect. Weiterhin können andere Einzelformate, wie auch alle Vorgängerformate seit StarOffice 3.0 gelesen und meist auch geschrieben werden. Auch Konvertierer für Wiki-Syntax sowie DocBook können installiert werden. Mit der Reparaturfunktion können beschädigte Dateien oft wiederhergestellt werden, weiterhin gibt es einen automatischen regelmäßigen Abspeichermechanismus.
In der StarOffice-Basic-IDE können Makros erstellt werden. Zur Erweiterung der Programmfunktionen steht eine Vielzahl von Vorlagen, Add-ons, Add-ins und Makros in den Sprachen StarOffice Basic, Python, Java und JavaScript zur Verfügung, eine Entwicklungsumgebung dafür kann installiert werden. Java-Applets können in die Dokumente eingebunden werden. Auch Plug-ins für die Websuche können ergänzt werden.
Für einige Assistenten, die eingebaute HSQL-Datenbank und einige Exportfilter wird ein Java Runtime Environment (JRE) benötigt. Von diesen Funktionen abgesehen ist Apache OpenOffice auch ohne JRE lauffähig. Das kostenlose Java Runtime Environment wird bei einigen OOo-Installationspaketen mitgeliefert, lässt sich aber auch nachträglich installieren.
Erweiterungen in Libreoffice und Openoffice teilen sich die Dateinamenserweiterung .oxt.

## Geschichte

### Entstehungsgeschichte
OpenOffice.org entstand im Jahr 2000 aus den offengelegten Quelltexten des damaligen StarOffice und wurde seither maßgeblich von Sun Microsystems, das später von Oracle aufgekauft wurde, entwickelt. Heute wird es von der Apache Software Foundation weiterentwickelt. Nachdem im September 2010 aus Unzufriedenheit mit Oracles Lizenz- und Entwicklerpolitik durch die von vielen ehemaligen OpenOffice.org-Entwicklern gegründete The Document Foundation die Abspaltung LibreOffice entstand, teilte Oracle im Juni 2011 mit, seine Rechte an OpenOffice.org auf die Apache Software Foundation (ASF) übertragen zu wollen.
Das Apache OpenOffice Projekt verließ innerhalb von rund einem Jahr den „Incubator“-Projektstatus und wurde 2012 zu einem „Top-Level-Projekt“ hochgestuft.
Marco Börries gründete 1984 im Alter von 16 Jahren in Lüneburg die Firma Star Division, deren Hauptprodukt das Office-Paket StarOffice wurde. Nachdem StarOffice mehr als 25 Millionen Mal verkauft worden war, erwarb Sun Microsystems 1999 die inzwischen in Hamburg ansässige Firma Star Division für einen zweistelligen Millionenbetrag. Sun bot StarOffice zunächst als kostengünstiges Konkurrenzprodukt zu Microsoft Office an. Ab Version 5.1a und später 5.2 wurde das Programm inklusive der fremdlizenzierten Bestandteile (wie z. B. Rechtschreibprüfung) als kostenlose Version zum Herunterladen und auf CDs angeboten, die Computerzeitschriften beigelegt waren. Parallel dazu wurde weiterhin eine kommerzielle Version inklusive der Datenbankanwendung Adabas vertrieben. Am 19. Juli 2000 wurde das OpenOffice.org-Projekt von Sun Microsystems öffentlich bekanntgegeben und am 13. Oktober 2000 ging die Website OpenOffice.org online, über die der Quelltext einer Vorversion von StarOffice 6.0 bezogen und von der Community bearbeitet und verbessert werden konnte. Der Quelltext war zu diesem Zeitpunkt etwa 400 MB groß und enthielt über 35.000 Dateien mit insgesamt rund 7,5 Millionen Zeilen C++-Code. Von Drittanbietern lizenzierte Komponenten waren zuvor daraus entfernt worden.
Build 638c – die erste funktionierende, frei verfügbare OpenOffice-Version – wurde im Oktober 2001 veröffentlicht. OpenOffice.org 1.0 wurde am 1. Mai 2002 und OpenOffice.org 1.1 im September 2003 herausgegeben. Im Oktober 2005 erfolgte der Schritt auf Version 2.0, im Oktober 2008 die Version 3.0 veröffentlicht.
Die letzten Versionen von StarOffice, seit 2010 als Oracle Open Office bezeichnet, basieren auf OpenOffice.org, werden aber von Sun Microsystems/Oracle um die aus dem OpenOffice.org-Quellcode entfernten Komponenten (darunter Rechtschreibkorrektur, Thesaurus, Datenbankmodul Adabas D und Cliparts) erweitert. Aufgrund der Lizenzierung kann der OpenOffice.org-Code für das nicht quelloffene Oracle Open Office verwendet werden. Sun Microsystems hatte beim Projektstart OOo unter die GNU Lesser General Public License (LGPL) und unter die Sun Industry Standards Source License (SISSL) gestellt. Seit September 2005 steht OpenOffice.org nur noch unter der LGPL, nachdem Sun bekanntgegeben hatte, die SISSL in Zukunft nicht mehr zu nutzen.
Seit Herbst 2007 gibt es mehr als 80 Sprachversionen. Allein die Version 3 von OpenOffice.org wurde bereits über 100 Millionen Mal heruntergeladen.
Nach der am 27. Januar 2010 erfolgten Sun-Übernahme durch die Oracle Corporation wird OpenOffice.org in einer eigenen Abteilung weitergeführt. Die freie Community-Version existiert weiterhin.
Am 28. September 2010 gab die neu gegründete „The Document Foundation“ bekannt, dass sie das Projekt unter dem Namen LibreOffice weiterführen wolle und sich damit von Sun/Oracle komplett löst. Auf der Website der Stiftung wurde erklärt, dass man darauf hoffte, dass Oracle auch die Rechte am Namen OpenOffice.org an die Stiftung übergeben werde. Dazu ist es jedoch nicht gekommen.
In der Folgezeit verließen viele Entwickler OpenOffice und arbeiteten stattdessen an LibreOffice weiter.
2015 kristallisierte sich heraus, dass OpenOffice den Wettlauf gegen LibreOffice verloren hatte. Zu viele Entwickler waren zum Konkurrenten LibreOffice abgewandert, es gab kaum neue OpenOffice-Versionen und im Vergleich zu LibreOffice nur wenig neue Features. Zudem war die Entwicklung von OpenOffice geprägt von Streitigkeiten zwischen den Entwicklergruppen der beiden Programme, vor allem wegen der unterschiedlichen Lizenzierung der beiden Softwarepakete.
2016 hat Dennis E. Hamilton, der Vorsitzende des OpenOffice Project Management Committees, öffentlich das Aus des Projekts diskutiert. An der Entwicklung beteiligten sich zu diesem Zeitpunkt nur noch sechs Entwickler, die kaum die Zeit aufbringen konnten, auch nur die Sicherheitslücken zu beheben, geschweige denn neue Features zu entwickeln oder regelmäßig neue Versionen zu veröffentlichen.

Versionsgeschichte mit abstammenden Entwicklungszweigen

### OpenOffice.org 1.x

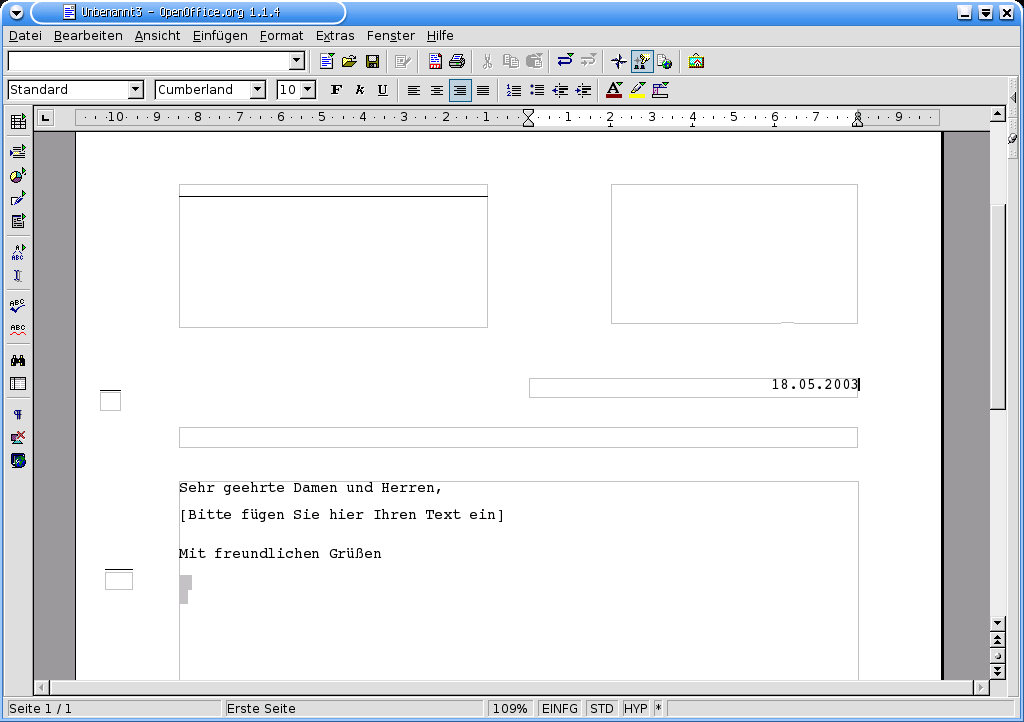
OpenOffice.org 1.1.4 Writer unter KDE

OpenOffice.org 1.0 wurde am 1. Mai 2002 veröffentlicht. Augenfällige Änderung gegenüber StarOffice 5.2 war das Weglassen des integrierten Desktops. Auch die im StarOffice 5.2 enthaltenen Anwendungen Mail-Client, Organizer und die Datenbank Adabas D fielen weg. Es kamen drei Aktualisierungen heraus, wobei die letzte im April 2003 unter der Versionsnummer 1.0.3.1 erschien. Version 1.0.3.1 war offiziell die letzte Version für Windows 95, Version 1.1.5 die letzte Version für Windows NT 4.0.
Im Oktober 2003 wurde die Version 1.1 freigegeben. Auch bei dieser Version kamen in unregelmäßigen Abständen fehlerkorrigierte Versionen heraus. Wichtige Änderungen in der Version 1.1 waren:
- Dateien im PDF-Format können ohne zusätzliche Software erstellt werden. Das ist besonders wichtig für den Austausch von Dokumenten, da für PDF-Dokumente unter beinahe jedem Betriebssystem ein Programm zum Öffnen vorhanden ist und das Layout (Aussehen) immer gleich bleibt.
- Man kann Dateien über XSLT in andere XML-Formate exportieren. Derzeit existieren XSLT-Filter für DocBook, XHTML, Word 2003 und andere.
- Ein Makrorecorder für Writer und Calc ermöglicht das Aufzeichnen von Arbeitsabläufen.
- Präsentationen und Zeichnungen können in das SWF-Format (Adobe Flash) exportiert werden.

Am 14. September 2005 erschien OpenOffice.org 1.1.5. Diese letzte Aktualisierung unter der Versionsnummer 1 enthält neben zahlreichen Fehlerkorrekturen als hauptsächliche Neuerung Importfilter für die OASIS OpenDocument-Formate, die ab OpenOffice.org 2.0 als Standardformat genutzt werden. Am 4. Juli 2006 erschien das Sicherheitspatch 1.1.5secpatch, welches das unaufgeforderte Ausführen von Makro-Befehlen (BASIC) in manipulierten OpenOffice.org-Dateien unterbindet.

### OpenOffice.org 2.x

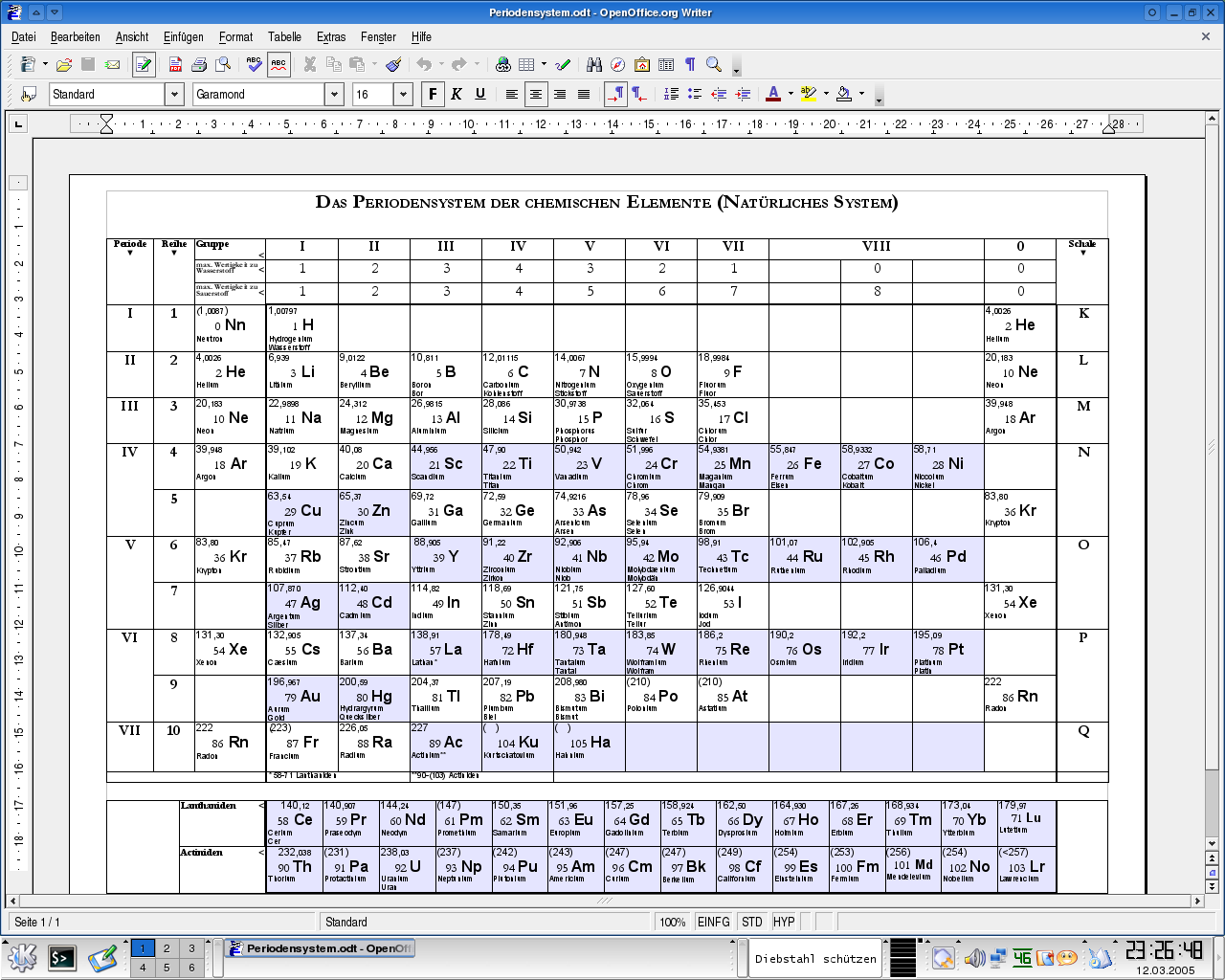
OpenOffice.org 2.0 (Beta) unter KDE

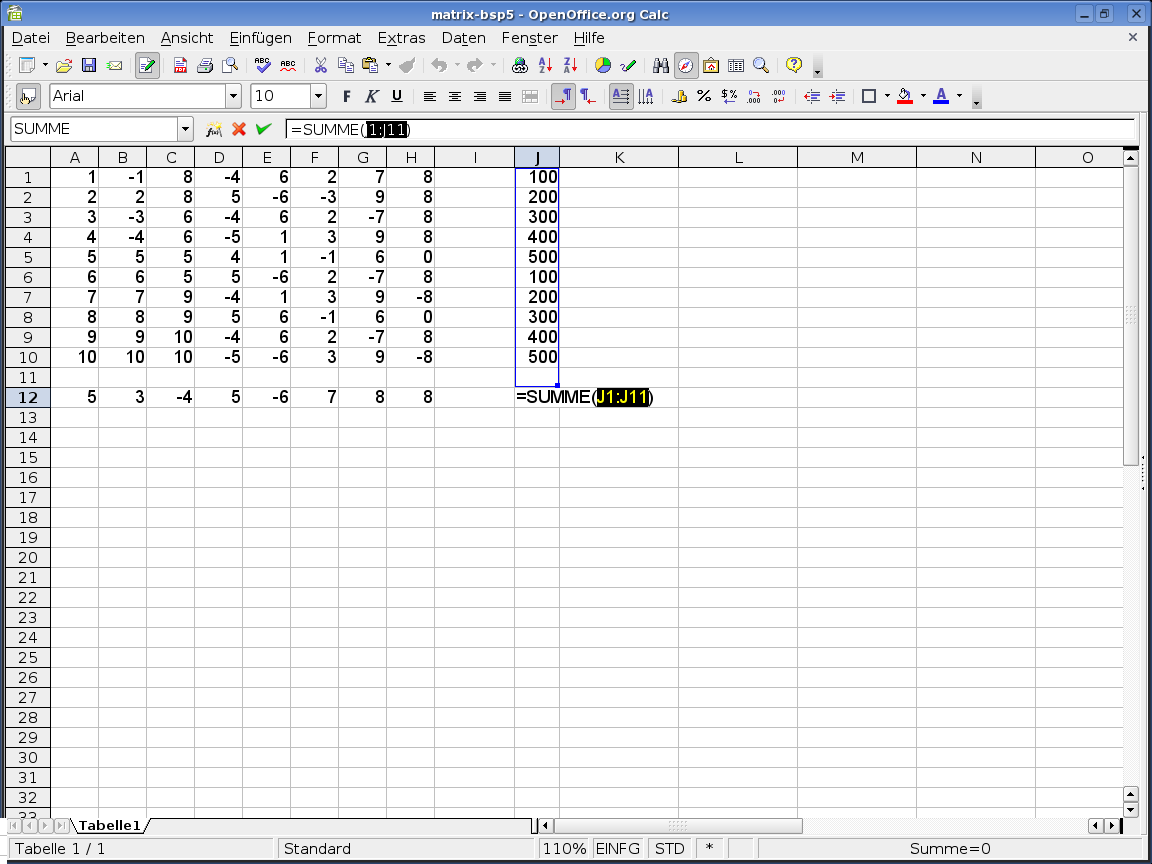
OpenOffice.org 2.0.2 Calc unter Linux

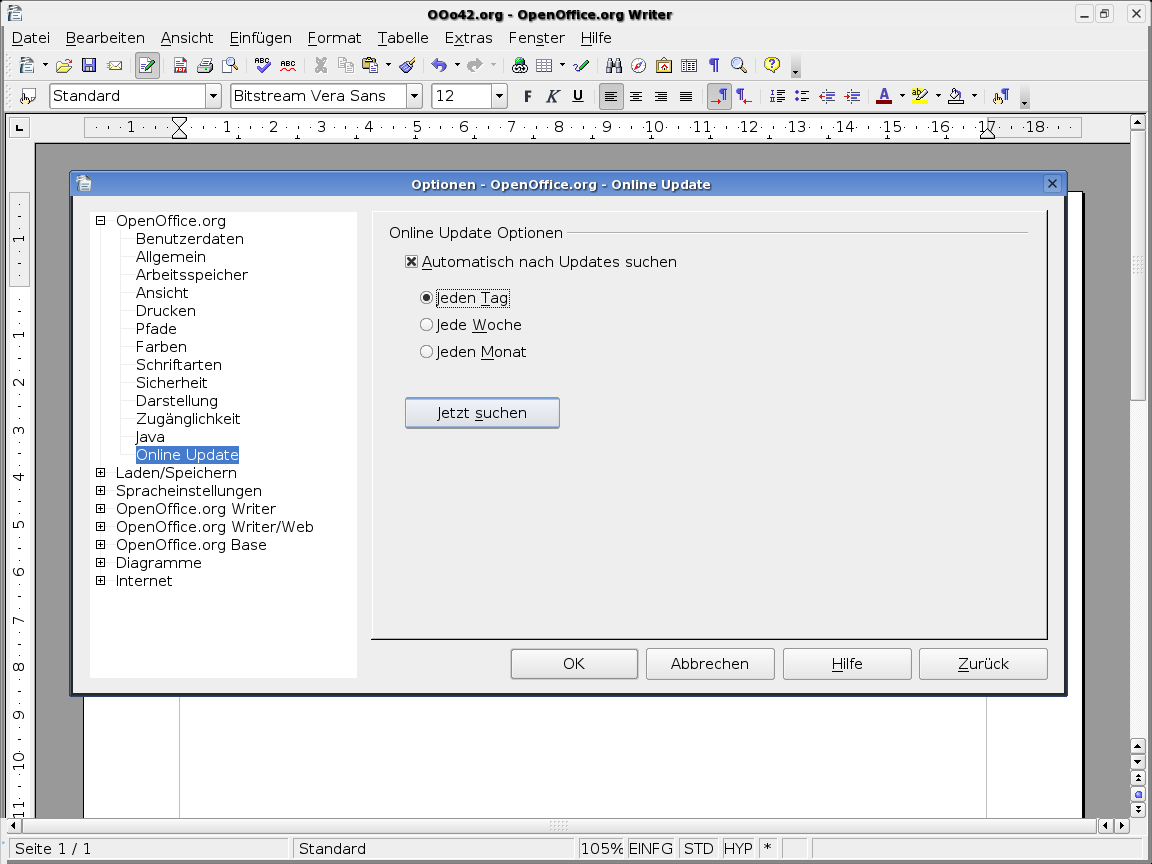
OpenOffice.org 2.0.4 Writer – Optionen-Dialog

Die Entwicklung an Version 2 von OpenOffice.org begann bereits im Juli 2003. Es wurden zwei Beta-Versionen und mehrere Snapshots unter der Versionsnummer 1.9 veröffentlicht. Die endgültige Version wurde am 20. Oktober 2005 freigegeben. Wichtigste Neuerungen waren die eigene Datenbankanwendung (Base), das neue Dateiformat OpenDocument und eine sich den Desktop-Einstellungen anpassende Oberfläche. Außerdem wurde die Benutzerführung optimiert, um Benutzern von Microsoft Office einen möglichst einfachen Umstieg auf OpenOffice.org zu ermöglichen. Wichtige Änderungen in der Version 2.0 sind:
- XML-Dateiformat nach offenem Standard (OASIS OpenDocument)
- die neue „Multi-pane“-Ansicht in Impress
- neue CustomShapes (kompatibel zu Microsoft AutoShapes)
- neues erweitertes Datenbank-Frontend
- Integration der Datenbank HSQLDB
- Serienbrief-Assistent
- Verbesserung der Tabellen in Writer
  - Unterstützung für verschachtelte Tabellen
  - Unterstützung für Seitenumbrüche in Tabellenzellen
- Unterstützung für digitale Signaturen
- XForms-Unterstützung
- WordPerfect-Filter
- bis zu 65.536 Zeilen in der Tabellenkalkulation
- erweiterte Unterstützung für Pivot-Tabellen
- plattformspezifische Installationsprogramme
- Integration in die Arbeitsumgebung
- schwebende Werkzeugleisten (in Version 1.1.x konnten nur selbst erstellte Leisten frei an- und abgedockt werden)
- deutliche Verkürzung der Startzeit

Impress wurde von Grund auf neu programmiert und bietet jetzt unter anderem mehr Diashow-Übergänge und Animationseffekte. Der PDF-Export wurde erweitert: Hyperlinks sind jetzt möglich, das Format für Formularübermittlung ist auswählbar, Notizen können exportiert werden, Vorschaubilder und mehr Stufen für die Komprimierung von Bildern. Mit der neuen Wortzählfunktion können jetzt markierte Textabschnitte gezählt werden. Am 15. Dezember 2005 wurde die Version 2.0.1 veröffentlicht. Diese erste Aktualisierung für OpenOffice.org 2.0 behob eine Reihe von Fehlern. Außerdem wurde eine Serien-Mail-Funktion integriert. OpenOffice.org 2.0.2 erschien am 8. März 2006. Diese Version ersetzt das bisher für die Rechtschreibprüfung verwendete MySpell durch Hunspell. Weitere Neuerungen sind Icons für KDE und Gnome sowie ein Importfilter für das MS-Word 2/5-Textformat. Die englische Version von OpenOffice.org 2.0.3 wurde am 29. Juni veröffentlicht. Die deutsche Version erschien am 3. Juli 2006. Neben der Beseitigung von Fehlern wurden auch neue Funktionen implementiert, unter anderem Unterstützung von x86-64-Plattformen, eine Aktualisierungsfunktion und die optionale Unterstützung der Grafikbibliothek Cairo. Letztere verspricht unter anderem Antialiasing in Präsentationen. Auffälligster Fehler war der Export in PDF-Dateien, der mitunter (oft) ungültige („Unbekannter Token“) und zum Teil nicht lesbare PDF-Dateien erzeugte, was aber erst beim Öffnen mit einem PDF-Reader sichtbar wurde. Am 13. Oktober 2006 wurde die Version 2.0.4 veröffentlicht. Diese Version erhielt einen Exportfilter für LaTeX und PDF-Verschlüsselung. Sie bildet den Abschluss der 2.0-Produktreihe.
Version 2.1 von OpenOffice.org erschien am 12. Dezember 2006. In ihr wurden neu implementiert: ein Aktualisierungssystem, der überarbeitete Schnellstarter sowie die Verbesserung der Exportfunktion von HTML-Dateien aus Calc. Die Version enthielt einen auffälligen Fehler, durch den in Textdokumenten nach Seitenumbrüchen das Inhaltsverzeichnis versetzt und umformatiert wurde. Kapitel 7.2 des offiziellen Installationshandbuches beschreibt zudem die Installation (geht bis Version 2.1) unter Windows NT 4.0. Mit einer aktualisierten Systemdatei kann OOo 2.0.2 unter Windows 95 gestartet werden. Unter diesen Windowsversionen gilt die OOo-Unterstützung als experimentell und wird nicht vom Support abgedeckt.
Am 28. März 2007 erschien die Version 2.2 mit erweiterten Vista-Funktionen, erweitertem Umgang mit Extensions und ebenfalls erweitertem PDF-Export. Mit dieser Version ändert OpenOffice.org die Zeitabstände zwischen Aktualisierungen mit neuen Funktionen von drei auf sechs Monate. Auffälligster Fehler war in CALC unsichtbarer Text beim Bearbeiten von Notizen von Zellen. Dieser Fehler wurde mit der Version 2.2.1 behoben. OpenOffice.org 2.2.1 erschien am 12. Juni 2007 und brachte einige Fehlerkorrekturen – neue Funktionen wurden nicht integriert.
Version 2.3 wurde am 17. September 2007 veröffentlicht. Die Installationsdatei ist mit minimal 100 MB wesentlich größer als die der Vorgängerversionen. Neben Fehlerkorrekturen sind auch neue Funktionen integriert. In dieser Version ist das Diagrammmodul Chart neu programmiert worden. Verbesserungen gibt es bei der Geschwindigkeit der Darstellung, bei Regressionsdarstellungen in Diagrammen und der 3D-Funktionalität; auch der Diagrammassistent ist überarbeitet. Für das Datenbankmodul ist ein neuer Reportgenerator verfügbar. Writer beherrscht nun teilweise das MediaWiki-Format (Tabellen, Zeichenformatierung, Weblinks) als Exportoption. Weiterhin wurden Calc, die Rechtschreibprüfung und der HTML-Export bei Präsentationen verbessert. OpenOffice.org 2.3.1 erschien am 4. Dezember 2007 und brachte einige Fehlerkorrekturen, neue Funktionen gab es nicht.
Die Version 2.4.0 erschien am 27. März 2008. Verbessert wurden in Calc die Formulareingabe und das Sortieren von Spalten im Datenpilot mittels Drag and Drop. Der Datenpilot erlaubt jetzt einen Drilldown aus Ergebniszellen. Mit der Komponente Chart sind Diagramm-Beschriftungen besser positionierbar. In Impress können Hintergrundgrafiken per Kontextmenü eingebunden werden. Folientitel werden beim PDF-Export als Lesezeichen abgespeichert. Die Statusleiste in Writer zeigt die Sprachversion des Absatzes an. Blockmarkierungen in Textdokumenten sind ab sofort möglich. Base unterstützt unter Windows zusätzlich Datenbanken im Access-2007-Format. Die Sicherheitsfunktionen wurden um ein Master-Passwort für Internet-Verbindungen erweitert. Der Zugriff auf WebDAV-Server über HTTPS ist ebenfalls möglich geworden. Der PDF-Export bietet PDF/A-1 (ISO 19005-1) zur Langzeitarchivierung. Beim automatischen Suchen von Programmaktualisierungen wird auch geprüft, ob neue Versionen installierter Erweiterungen vorliegen. Die Hilfefunktion wurde ebenfalls erweitert.
Die Version 2.4.1 erschien am 10. Juni 2008. Es handelt sich dabei um eine reine Fehlerkorrektur-Version ohne neue Funktionen; insbesondere wurde damit ein Sicherheitsproblem behoben. Ende Oktober 2008 erschien mit Version 2.4.2, und im September 2009 mit Version 2.4.3 die letzte Aktualisierung der Version 2.4.x, welche ebenfalls reine Fehlerkorrektur-Versionen waren. Es war die letzte Version für Windows 98, Windows 98 SE und Windows Me.
Seit Dezember 2009 wird der 2.x-Versionszweig von der Entwickler-Community nicht mehr kostenfrei weiterentwickelt.

### OpenOffice.org 3.x

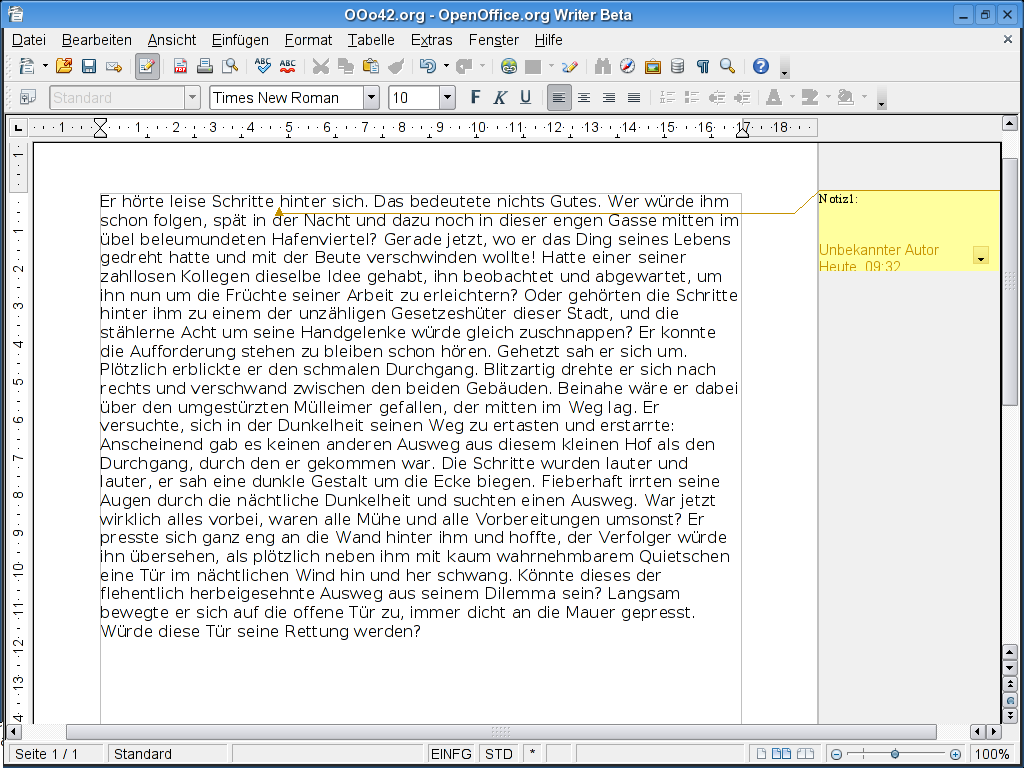
OpenOffice.org 3.0, Notizfunktion unter Writer

Version 3.0 wurde am 13. Oktober 2008 veröffentlicht. Diese Version enthält gegenüber den Versionen 2.x zahlreiche neue Funktionen und ist erstmals auch nativ, also ohne X11, für macOS mit Aqua-Unterstützung erhältlich. OpenOffice 3 enthält eine Überarbeitung von Calc sowie erweiterte Kommentarfunktionen. Ab Version 3.0.1 wurde der Extension Manager für freie Programmerweiterungen mit StarOffice 9 PU 1 harmonisiert, um dieselben Erweiterungen verwenden zu können. Zusätzlich sind die Importfunktionen um die Dateiformate aus Microsoft Office 2007 für Text- und Tabellendokumente, das „Office Open XML“, ergänzt worden.
Ab der Version 3.1.1 werden Grafikobjekte mit Hilfe von Antialiasing in höherer Qualität dargestellt. Die Version 3.2 brachte eine erhöhte Stabilität und Geschwindigkeit. Außerdem unterstützt OpenOffice.org ab Version 3.2 Graphite- und OpenType-Schriften, Kommentarfunktionen für Impress und Draw und neue Blasendiagramme für Calc. Zusätzlich wurde die Startgeschwindigkeit (Kalt- und Warmstart) erheblich erhöht.
Die ebenfalls vorgesehene Erweiterung um einen Personal Information Manager (PIM) wurde auf eine spätere Version verschoben. Sun Microsystems betätigt sich zu diesem Zweck im Lightning-Projekt der Mozilla-Foundation. Ziel ist die Integration des Mail-Clients Mozilla Thunderbird mit Adressbuch und Kalender als Groupware-Client in OpenOffice.org. Version 3.3 unterstützt letztmals offiziell Windows 2000, spätere Versionen allenfalls noch inoffiziell ohne Support.
Die Version 3.4.0 ist am 8. Mai 2012 veröffentlicht worden. Der Name wurde von OpenOffice.org auf Apache OpenOffice (ohne „.org“) geändert. Sie ist die erste Version nach der Übernahme durch die Apache Software Foundation. Die Version 3.4.1 ist am 23. August 2012 veröffentlicht worden.

### Apache OpenOffice 4.x
Die Version 4.0.0 wurde am 23. Juli 2013 veröffentlicht. Die auffälligste Neuerung dieser Version stellt eine Seitenleiste dar. Diese soll die Arbeit an Breitbildmonitoren erleichtern, weil dadurch die sonst oben liegenden Bedienelemente an die Seite verlagert werden. Darüber hinaus wurde die Unterstützung für drei weitere Sprachen geschaffen, 500 Programmfehler bereinigt, die Kompatibilität mit Microsoft Office erhöht, die Arbeit mit Grafiken verbessert und vieles mehr. Die Unterstützung für Windows 2000 entfiel. Version 4.1.0 wurde am 29. April 2014 veröffentlicht. Es wurden neue Funktionen hinzugefügt und Verschiedenes geändert: Unterstützt werden nun Kommentare/Anmerkungen zu Textbereichen, iAccessible2, In-place-Bearbeitung von Eingabefeldern sowie eine interaktive Funktion zum Zuschneiden. Sie setzt macOS 10.7 oder höher voraus, die Version OS 10.6 (Snow Leopard) wird damit nicht mehr unterstützt.
Die Version 4.1.9 wurde am 7. Februar 2021 veröffentlicht. Es ist ein Wartungs-Release, das diverse Fehler korrigiert (6) und Wörterbücher für Dänisch, Englisch (GB), (AU), (CA), (US) aktualisiert.
Die Version 4.1.15 wurde am 22. Dezember 2023 veröffentlicht. Diese Version enthält vorwiegend Sicherheitsupdates und Fehlerkorrekturen.

### Verbreitung
OpenOffice.org wurde nur selten auf neuen Rechnern vorinstalliert. Im Sommer 2007 hat das amerikanische Unternehmen Everex Computer mit OOo 2.2 ausgestattet und in Nordamerika über den Einzelhandel vertrieben. Im Frühjahr 2008 wurden einige Modelle des Eee PC (mit Linux) in Deutschland und Österreich mit OOo ausgeliefert.
Studien aus den Jahren 2003 bis 2010 kamen auf Zahlen zwischen 3 und 15 Prozent für den internationalen Marktanteil und 5 Prozent für den deutschen Marktanteil im professionellen Umfeld. Im Oktober 2005 wurde eine strategische Partnerschaft von Google Inc. und Sun Microsystems geschlossen. Sie sollte unter anderem die Verbreitung von OpenOffice.org fördern. In einer Studie eines Web-Analytics-Dienstes im Januar 2010 wurde der OpenOffice-Marktanteil in Deutschland auf 21,5 Prozent bestimmt. Dazu wurden die installierten Office-Programme von über einer Million Internetnutzern in Deutschland bestimmt. Damit liegt Deutschland bei der OpenOffice-Marktdurchdringung im internationalen Vergleich im vorderen Bereich.
In einigen Firmen und öffentlichen Verwaltungen, wie etwa in München (LiMux-Projekt) und Wien (Wienux-Projekt), wurde zeitweilig OpenOffice.org eingesetzt. Seit 2009 wurde das Projekt in Wien nicht weiter verfolgt; 2017 beschloss auch der Stadtrat der Stadt München, zukünftig anstatt der Open-Source-Lösung einen Windows-Basis-Client mit Produkten aus dem Hause Microsoft zu nutzen. Die Open-Source-Lösungen hinkten den kommerziellen Produkten bisweilen im Funktionsumfang hinterher und wiesen nicht diejenige Kompatibilität mit anderen Produkten auf, die gewünscht sei. Ein großer Anwender war beispielsweise auch die französische Gendarmerie, die im Jahr 2005 etwa 70.000 Desktoprechner von Microsoft Office zu OpenOffice.org migriert hat. Heute setzt die Gendarmerie LibreOffice ein.
In den wichtigsten Linux-Distributionen wurde OpenOffice mittlerweile durch LibreOffice ersetzt.

## Systemvoraussetzungen
Apache OpenOffice lässt sich unter aktuellen Windows-, macOS-, Linux-, Unix- und eComStation-Systemen nutzen und ist damit weitgehend plattformunabhängig.

### Windows
Die aktuelle Version 4.1.15 von OpenOffice lässt sich unter Windows XP, Windows Vista, Windows 7, Windows 8 bzw. 8.1, Windows 10 und Windows 11 installieren.

### macOS (OS X)
Die Mac-OS‑X-Portierung von OpenOffice.org erfordert mindestens Mac OS X Tiger (10.4, 2005) und bis OpenOffice.org Version 2.4.3 auch die X11-Bibliotheken. Ab Version 3.0 wurde sowohl die PowerPC- als auch die x86-Architektur nativ unterstützt (separate Versionen, nicht als Universal Binary); Version 3.2.1, gleichzeitig die letzte PowerPC-Version des Office-Paketes, ist als „OpenOffice.org X11“ wie zuvor als X11-Version und als „OpenOffice.org Aqua“ nativ für die grafische Benutzeroberfläche von Mac OS X verfügbar; letztere setzt Mac OS X Tiger 10.4.11 (November 2007) voraus.
Die letzte unter Mac OS X Snow Leopard (10.6, 2009) lauffähige OpenOffice-Version ist 4.0.1.; ab Version 4.1 wird Mac OS X Lion (10.7, 2011) oder neuer vorausgesetzt.

### Linux/Unix
Bei den verbreiteten Linux-Distributionen (z. B. openSUSE, Fedora, Ubuntu) wurde OpenOffice durch LibreOffice ersetzt. OpenOffice kann aber von der Webseite des Apache-Projektes heruntergeladen werden, wird dann aber nicht automatisch mit Updates versorgt.
Für Solaris wird mindestens Solaris 8 auf der SPARC- oder x86-Architektur vorausgesetzt.

### Weitere Betriebssysteme
Für OS/2 und eComStation gab es bis zur Version GA 3.2 spezielle Versionen von OpenOffice.org von Serenity Systems International und Mensys BV im Rahmen kostenpflichtiger Supportverträge. Apache OpenOffice 4.1.11 wird für diese Betriebssysteme über die Firma bww bitwise works distribuiert.
Apache weist darauf hin, dass es Portierungen von Drittanbietern gibt. Insbesondere ist eine Portierung auf Android ab Version 2.3 erhältlich, sowie verschiedene Anpassungen an bestimmte Linux-Varianten, die nicht offiziell unterstützt werden. Bedingt durch die Quelloffenheit des Programmcodes und der freien Lizenzen hängt es von den Bedürfnissen und Kompetenzen externer Entwickler ab, ob und welche weiteren Betriebssysteme mit entsprechenden Anpassungen unterstützt werden.

## Auf OpenOffice.org aufbauende Projekte

### Anpassungen von OpenOffice
Inzwischen gibt es einige Projekte, die OpenOffice.org an besondere Bedürfnisse oder Verwendungszwecke angepasst haben:
- StarOffice: Der Quelltext des früheren StarOffice wurde nach der Übernahme der Star Division durch Sun Microsystems unter dem Namen OpenOffice.org unter freier Lizenz veröffentlicht. Im Gegenzug flossen Neuentwicklungen von OpenOffice.org in Star Office ein – dieses wurde als proprietäre Software verbreitet, u. a. da es lange Zeit noch ein weiterlizenziertes proprietäres Datenbankprogramm enthielt. Dieses Datenbankprogramm war aus diesem Grunde auch nie in OpenOffice.org enthalten – die freie Variante OpenOffice Base wurde von Grund auf neu entwickelt. Im Jahr 2011 verlautbarte Oracle (welches zwischenzeitlich Sun übernommen hatte), dass StarOffice als kommerzielle Produktschiene eingestellt werden soll.[64]
- OpenOffice.org Portable ist eine freie Version des Office-Paketes für Windows, die nicht fest im Betriebssystem installiert wird und damit auch auf jedem Wechseldatenträger parallel zu einem anderen Office betrieben werden kann. Bis zur Version 2.2.1 wurden die ins Deutsche übersetzten Pakete von OpenOffice.org Portable eigenständig und danach von John T. Haller zusammen mit den Entwicklern der PortableApps[65] und dem Verein „OpenOffice.org Deutschland“[66] gepflegt.
- Lotus Symphony von IBM. Es enthält als Teilanwendungen die Textverarbeitung Documents, das Präsentationsprogramm Presentations sowie die Tabellenkalkulation Spreadsheets. IBM Lotus Symphony verwendet auch Tabs, so dass mehrere, auch verschiedene Dokumente in demselben Fenster angezeigt werden können.
- NeoOffice bringt unter macOS mittels Java (deshalb ehemals NeoOffice/J) eine bessere Systemintegration (als „natives Mac-Programm“) ohne Verwendung eines X11-Servers, der bei OpenOffice.org ab Version 3.0 auch nicht mehr benötigt wird.
Zwei davon abgeleitete Projekte sind RetroOffice (soll als dessen „Nebenprodukt“ eine verbesserte Version von OpenOffice.org/X11 darstellen) und NeoOffice/C (inzwischen eingestellt, benutzte die unter macOS verwendeten Cocoa-APIs).
- OpenOffice.org Aqua ist eine weitere native Portierung von OpenOffice.org auf macOS, die von Sun Microsystems und Nachfolger Oracle offiziell unterstützt wird.[67]
- Mit OxygenOffice Professional (vormals OpenOffice.org Premium) liegt eine erweiterte Version von OpenOffice.org vor (basierend auf Go-oo), die um beschränkte VBA-Unterstützung in Calc, weitere Cliparts, Vorlagen und Schriften ergänzt wurde. Zusätzliche Dokumentationen und Tools wie OOoWikipedia, das Begriffe in der freien Enzyklopädie nachschlägt, sind ebenfalls inbegriffen.[68]
- Um zusätzliche Funktionen ergänzte Spezialversionen, zum Beispiel NextOffice, AOL Office, KaiOffice.
- Mit einigen Versionen liegen spezielle Anpassungen an verschiedene Sprachen vor, so etwa MagyarOffice (Ungarisch), Pladao Office (Thai).
- OOo4Kids ist ein Projekt, das OpenOffice.org für Kinder im Alter von sieben bis zwölf Jahren handlicher, leichter anwendbar und „schmackhafter“ machen soll.[69][70]
- Go-oo, das auf Weiterentwicklungen von Novell basierte und speziell auf besseren Import und Export von Microsoft-Formaten und deren Excel-VBA-Makros setzte sowie geschwindigkeitsoptimiert war, um gerade auf älteren Systemen besser zu laufen. Inzwischen fusionierte das Projekt Go-oo mit LibreOffice.[71][72]

### Abspaltung und Projektaufteilung
Im Gegensatz zu den vorgenannten Projekten ist LibreOffice eine Abspaltung von OpenOffice.org. Sie wird durch die Document Foundation koordiniert und seit September 2010 entwickelt. Ziel ist es, im Rahmen einer unabhängigen Stiftung die Arbeit aus der vorangegangenen zehnjährigen Entwicklung von OpenOffice.org weiterzuführen und neue Beiträge zentral durch die Stiftung zu verwalten. Die Stiftung wurde von OpenOffice.org-Projektmitgliedern aus Unzufriedenheit darüber gegründet, dass die Unterstützung durch die Entwicklungsabteilung von Oracle (vormals Sun Microsystems) für OpenOffice.org immer spärlicher ausgefallen war und die Markenrechte unklar waren. Nachdem Oracle eine Beteiligung an der Document Foundation abgelehnt und OpenOffice.org wie bisher weiterführen wollte, war die Übertragung der Namensrechte an die Document Foundation und eine Zusammenführung von OpenOffice.org und LibreOffice zunächst unwahrscheinlich geworden. 2011 übergab Oracle das OpenOffice.org-Projekt samt Namens- und Logorechten an die Apache Software Foundation, was neue Chancen für einen Codeaustausch zwischen beiden Projekten eröffnete.

## Dateiformat
Das Dateiformat von OpenOffice.org wurde von der Organization for the Advancement of Structured Information Standards (OASIS) als Basis für das neue offene Austauschformat OpenDocument verwendet, welches das Standardformat von OpenOffice.org ab Version 2.0 ist. Die XML-Dateien sind gepackt und belegen deshalb sehr wenig Speicherplatz. Die Dokumentinhalte werden im Java-Archive-Format gespeichert, einer ZIP-Datei mit speziellen Einträgen. Die Dateiendung eines Java-Archivs ist normalerweise „.jar“, jedoch werden für OpenDocument-Dateien Dateiendungen des Musters „.od?“ verwendet, wobei an der Stelle des ‚?‘ je nach Dokumententyp ein spezifischer Buchstabe steht, z. B. ‚t‘ für Writer-Dokumente: „.odt“.
Es kann mit jedem üblichen Packprogramm entpackt werden. Die eigentliche Textinformation (Datei content.xml) kann danach mit jedem Texteditor angesehen und verändert werden. Zum Beispiel kann man Programme schreiben, die Formulare automatisch mit Inhalten einer Datenbank ausfüllen. Außerdem ist sichergestellt, dass auch in vielen Jahren noch uneingeschränkt auf diese Dateien zugegriffen werden kann; das ist gerade im kommerziellen und behördlichen Einsatz wegen der langen Aufbewahrungsfristen für Unterlagen ein nicht zu unterschätzender Vorteil. Die Europäische Union plant, das OASIS-Dateiformat als einheitliches Standarddatenformat für ihre Dokumente einzusetzen.
Im Mai 2006 wurde „OASIS-OpenDocument 1.0“ zum ISO-Standard (ISO 26300) erklärt.
In OpenOffice.org 1.0 und 1.1 wurden Dokumente standardmäßig im eigenen XML-basierten Dateiformat OpenOffice.org XML mit der Dateiendung „.sx?“ gespeichert. Dieses Dateiformat ist nicht identisch mit dem OpenDocument-Format, das in diesen OOo-Versionen noch nicht unterstützt wurde. Erst mit OpenOffice.org 1.1.5 konnten OpenDocument-Dateien zumindest geöffnet und bearbeitet werden – das Speichern musste im alten Dateiformat geschehen. OpenOffice.org 2.0 kann alle Dateiformate früherer Versionen verlustfrei lesen und schreiben, dazu zählen auch die alten StarOffice-Dateiformate mit der Dateiendung „.sd?“.

## Rechtschreibprüfung
Ab OpenOffice.org 2.0.3 und dem darin neu eingeführten Rechtschreibprogramm Hunspell wird mit der deutschsprachigen Version von OpenOffice.org auch die Hunspell-Variante des deutschen Wörterbuchs igerman98 mitgeliefert. In früheren Versionen musste dieses teilweise noch aufgrund nicht kompatibler Lizenzen nachträglich hinzugefügt werden. Das Rechtschreibprogramm Hunspell, das ein direkter Nachfolger des vorher verwendeten Myspell ist, ermöglicht eine deutlich bessere Unterstützung von Sprachen, die Kompositabildung (Wortzusammensetzungen) erlauben. Die Wörterbücher für eine Kontrolle in weiteren Sprachen können ab Version 3.0 als „Extensions“ aus dem Internet bezogen werden und wie alle Programmerweiterungen automatisch auf Aktualisierungen überprüft werden.
Eine Grammatikprüfung wird bislang nicht angeboten. Mit der freien Erweiterung LanguageTool lässt sie sich für einige Sprachen, darunter Deutsch, nachrüsten.
Die Brockhaus-Tochter Brockhaus-Duden Neue Medien (BDNM) bot bis Ende 2013 die proprietäre Erweiterung „Duden-Korrektor“ für OpenOffice.org an, die eine Rechtschreib-, Stil- und Grammatikprüfung sowie eine automatische Silbentrennung und einen Thesaurus umfasste. Das Produkt wurde jedoch im Zuge der Aufgabe des Geschäftsbereichs Sprachtechnologie eingestellt und ist mit aktuellen Versionen von Apache OpenOffice und LibreOffice nicht mehr kompatibel.

## Entwicklung

### SDK für Add-ons, API, UNO
Mit dem Apache OpenOffice Software Development Kit (SDK) können Entwickler das Office-Paket um weitere Funktionen erweitern oder externe Programme einbetten. Im SDK sind alle notwendigen Werkzeuge und Anleitungen enthalten. Die englischsprachige Dokumentation beschreibt die Konzepte der API und Komponententechnik UNO (Universal Network Objects), seit 2.0 auch Common Language Infrastructure (CLI). Es kann in den Sprachen StarOffice Basic, C, C++, Python und Java programmiert werden, in der Standardinstallation von Apache OpenOffice sind jedoch nur StarBasic und Python als portable Laufzeitumgebungen vorhanden. Das SDK steht unter der Apache-Lizenz Version 2 und kann für Windows, macOS und Linux von den Projektseiten kostenlos geladen werden.
Auch ein API-Plugin für NetBeans ist verfügbar.

### Projektentwicklung
OpenOffice wurde im Sommer 2011 an die Apache Software Foundation übergeben, die seitdem die Entwicklung koordiniert. Weitere Unternehmen, die Entwickler stellen, sind beispielsweise IBM, Novell, Intel, Red Hat und Red Flag.
Die vielen Unterprojekte sind in drei Kategorien aufgeteilt:
- Akzeptierte Projekte – darunter fallen vor allem die technischen Projekte wie Installation, API und Portierung, aber auch solche wie Website oder Marketing, die sich aktiv um die Verbreitung von OOo kümmern
- „Native-lang“-Projekte (Native Language Confederation), wie etwa das deutschsprachige Projekt, diese stellen auf den Webseiten Dokumentationen und Hilfen bereit
- Die „Incubator-Projekte“, die sich noch im Aufbau befinden – zum Beispiel das Business-Development-Projekt, das Firmen bei der Entwicklung ihres Geschäfts mit OOo unterstützen möchte

Im Gesamtprojekt bildet der Community Council das oberste Organ. Er legt unter anderem die Ziele des Projektes fest.

## Rechtliches

### Lizenz
Der Zugang zu Funktionen und Daten wird durch offengelegte Schnittstellen und ein XML-basiertes Dateiformat ermöglicht. OpenOffice.org wurde unter der LGPL verbreitet. Apache OpenOffice wird unter der Apache-Lizenz Version 2 herausgegeben. Da diese keine Verbreitung zu gleichen Lizenzbedingungen vorschreibt, kann der Code weiterhin in das Projekt LibreOffice fließen.

### Urheberrechte
Sun Microsystems hält die Urheberverwertungsrechte an Apache OpenOffice. Entwickler unterschreiben eine Sun Microsystems Inc. Contributor Agreement (SCA) genannte Vereinbarung (Nachfolger des früher verwendeten Joint Copyright Assignment), womit Sun ein gemeinsames Verwertungsrecht an Beiträgen erhält, die die Entwickler an Apache OpenOffice leisten. Die Übertragung der Nutzungsrechte wird von einigen Entwicklern, zum Beispiel vom Novell-Mitarbeiter Michael Meeks, als problematisch angesehen. Durch das SCA wird Sun Microsystems unter anderem in die Lage versetzt, mögliche Urheberrechts- bzw. Lizenzverletzungen rechtlich verfolgen zu lassen und die Lizenz festzulegen. So wurde für die Version 1 von OpenOffice.org eine duale Lizenzierung aus GNU Lesser General Public License (LGPL) und der Sun Industry Standards Source License (SISSL) verwendet, für die Version 2 wurde nur noch die LGPL (Version 2) genutzt und die Version 3 des Programms ist unter den Bedingungen der LGPL Version 3 veröffentlicht worden.
Die Rechte an der Wort- und Wort-Bild-Marke „OpenOffice.org“ hält in den USA und in der EU Oracle America, Inc. In manchen Ländern werden aber von Dritten Rechte am Markennamen „OpenOffice.org“ oder ähnlich klingenden geltend gemacht, so dass OpenOffice.org dort nicht unter seinem eigentlichen Namen in den Markt eintreten kann. Deshalb heißt zum Beispiel in Brasilien die Software „BrOffice.org“.

### Namensrechte
Das Programm wird oft auch kurz OpenOffice genannt; dieser Begriff ist bzw. war jedoch in einigen Ländern markenrechtlich durch Dritte für andere Produkte geschützt. Das Projekt und das Programm nannten sich deshalb OpenOffice.org (Abkürzung OOo) und seit 2012 (ab Version 3.4.0) Apache OpenOffice (Abkürzung AOO), um dieses Problem zu umgehen. Zwischenzeitlich war die Notwendigkeit hinzugekommen, Apache OpenOffice von dem damit nicht identischen, inzwischen eingestellten StarOffice (zwischenzeitlich Oracle Open Office) zu unterscheiden.